# Altéo
Pour les articles homonymes, voir Alteo (homonymie).
Le MI 2N Altéo, plus souvent simplement nommé MI 2N, est un matériel d'interconnexion automoteur à deux niveaux utilisé sur la ligne A du réseau express régional d'Île-de-France.
Appartenant à la RATP, il équipe la ligne A depuis 1997. Bénéficiant d'une capacité de transport plus importante que les matériels MS 61 et MI 84 et plus confortable en raison de la présence d'une ventilation réfrigérée et de larges plates-formes, le MI 2N Altéo a vite rencontré le succès auprès des voyageurs de la ligne A, souvent surchargée.
Fabriqué par un consortium composé d'Alstom et de Bombardier (GEC Alsthom et ANF à l'époque), les 43 rames qui équipent le parc ont été livrées en trois tranches entre 1997 et 2005.
Fort du succès du MI 2N Altéo auprès des usagers du RER A, la RATP a commandé en 2009 auprès d'Alstom et de Bombardier 140 trains (avec les deux tranches conditionnelles levées) à deux étages MI 09, amélioration technique de ce même MI 2N.

## Histoire

### Contexte
Dans les années 1980, la croissance rapide du trafic sur la ligne A du RER, qui augmente en moyenne de 9 % par an, oblige la RATP à investir pour augmenter les fréquences et éviter une saturation de la ligne, notamment entre les gares de Châtelet - Les Halles et Auber, où le trafic a quasiment doublé aux heures de pointe du matin.
Dans ce but, la régie développe SACEM (Système d'Aide à la Conduite, à l'Exploitation et à la Maintenance) en coopération avec Matra Transport, CSEE et Alstom. Mais si son installation en 1989 entre Nanterre-Université et Fontenay-sous-Bois / Val de Fontenay a permis une réduction de l'intervalle entre les trains à deux minutes, il ne permet pas de répondre complètement au problème d'absorption des flux voyageurs.

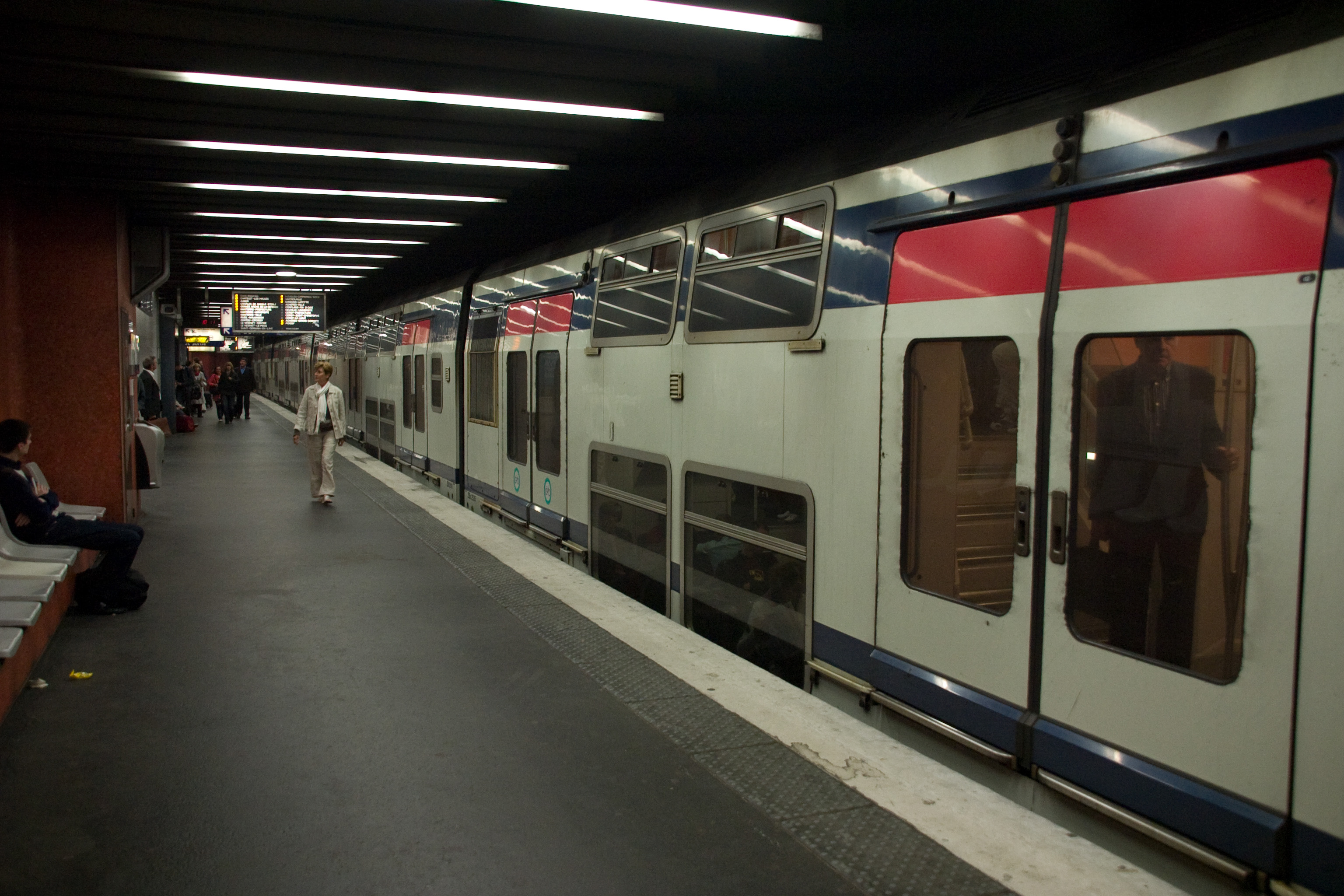
Un MI 2N Altéo en gare de Lyon.

La RATP envisage alors l'acquisition de nouvelles rames pour permettre d'augmenter les fréquences. Regardant ce qui se fait, elle se tourne rapidement vers les trains à deux étages, qui existaient alors sur les réseaux banlieue SNCF et qui permettaient de répondre aux besoins de capacité dont la ligne avait besoin.
En 1989, la RATP s'associe à la SNCF, qui anticipe l'achat de trains pour la ligne E dont la construction est décidée la même année, afin de réduire les risques industriels et de permettre une réduction des coûts d’achat du matériel par des économies d'échelle. Les deux transporteurs commandent deux prototypes à un consortium composé de GEC-Alsthom CIMT, devenu Alstom, et d'ANF-Industrie, devenu Alstom Crespin. Les essais en ligne débutent en 1991, le prototype de la RATP étant testé dans un convoi avec des éléments de train MS 61.
En 1992, la RATP s'associe à l'appel d'offres de la SNCF, et commande 17 rames, dont une rame de présérie. La rame de présérie est livrée en 1996. Commence alors une campagne d'essai conjointe entre la SNCF et la RATP. Si pour tenir compte des spécificités des lignes de réception des matériels de chaque entreprise (ligne E pour la SNCF et A pour la RATP), quelques essais ont été effectués par chacune des deux entreprises, beaucoup n'ont été réalisés que par l'une d'elles, l'ensemble des données et des résultats étant mis en commun, réduisant ainsi de façon significative la charge de test pour chaque entreprise. La SNCF s'est chargée des caisses et des équipements électriques, la RATP des bogies, des freins et des équipements SACEM. Les essais eurent lieu la nuit entre La Défense et Charles-de-Gaulle - Étoile, ainsi qu'entre Torcy et Marne-la-Vallée - Chessy et entre La Varenne - Chennevières et Boissy-Saint-Léger.
Si les rames MI 2N RATP, Altéo, et SNCF, Z 22500, ont fait l'objet d'une commande et d'une campagne d'essais communes, les deux matériels présentent des différences notables. La SNCF souhaitait un matériel dérivé des Z 2N, adapté à la nouvelle ligne E du RER parisien, tandis que la RATP souhaitait un matériel de grande capacité capable d'absorber le trafic toujours plus important du tronçon central du RER A. C'est cette exigence de capacité qui est à l'origine de ces différences entre les deux matériels.

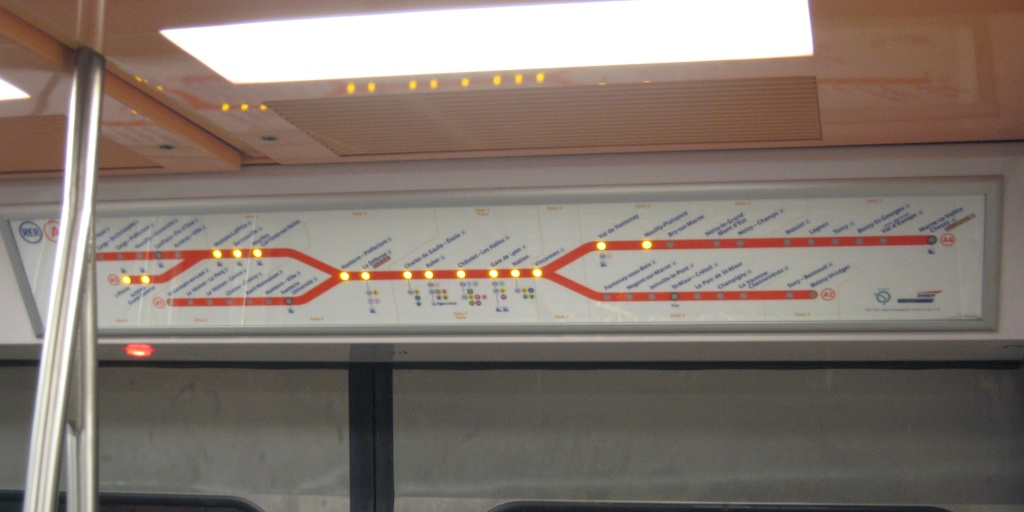
Un plan dynamique SISVE de la ligne A.

La mise en service des deux premières rames eut lieu le 6 juin 1997. L'ensemble de la première tranche fut livrée entre 1997 et 1999. La RATP leva par la suite les deux tranches optionnelles supplémentaires inscrites au contrat. La première tranche optionnelle de douze trains fut livrée entre 2001 et 2002, tandis que la seconde et dernière tranche optionnelle fut livrée entre 2003 et 2005.
Si dans un premier temps, les MI 2N Altéo ne desservaient que la branche de Cergy-le-Haut jusqu'à Marne-la-Vallée - Chessy, des travaux d'allongement et de réhaussement des quais en gare d'Achères - Grand-Cormier et de Poissy entrepris en 1998 ainsi que des travaux en gare de Saint-Germain-en-Laye entrepris en 2007 et à l'été 2008 ont permis une diversification des missions effectuées par les MI 2N permettant une meilleure répartition des capacités supplémentaires offertes par ce matériel.
Lors des ruptures d'interconnexion à Nanterre-Préfecture, les trains Altéo ne peuvent pas circuler en zone SNCF en raison des quais courts de la gare Saint-Lazare. Circulant alors uniquement en zone RATP, ils ont, dans ce cas, pour terminus la gare de Nanterre-Préfecture.
En 2009, devant le succès de ce matériel auprès des voyageurs et pour faire face à une croissance toujours importante du trafic sur la ligne A, la RATP a passé commande auprès du même consortium de trains MI 09, une version plus récente des MI 2N.

### Rénovations
Vers 2014, les MI 2N Altéo font l'objet d'une remise à niveau ayant pour but d'accroître leur propreté et leur efficacité, tout en limitant l'impression de décalage entre celles-ci et les nouveaux MI 09 en cours de déploiement sur la ligne A. La livrée Île-de-France est reconduite quasiment à l'identique, et le circuit de commande des portes est modifié pour se rapprocher de celui des MI 09, ce qui permet de légèrement augmenter leur vitesse de mouvement (en particulier lors de leur fermeture). En outre, les conducteurs ont dorénavant la possibilité d'anticiper leur ouverture afin que celle-ci ait lieu avant l'arrêt complet du train, ce qui procure un gain de temps de trois secondes à chaque arrêt en gare et permet ainsi de conserver une bonne fréquence de passage des rames sur cette ligne surchargée. En parallèle, la face intérieure des vantaux de portes perd son aspect chrome au profit d'un pelliculage gris clair anti vandalisme, l'aluminium brut d'origine étant trop exposé aux tags à l'acide.
À partir de 2019, les 43 rames MI 2N font l'objet d'une opération de rénovation comprenant la modernisation de l'aménagement intérieur des rames (remplacement des sièges et revêtements de sol, éclairage, espaces plus fonctionnels), l'installation d'un système de vidéosurveillance, l'amélioration de l’accessibilité aux personnes à mobilité réduite (ajout d’un bouton d’appel pour les usagers en fauteuil roulant et meilleure sonorisation) et l'amélioration du système d’informations voyageurs embarqué. Cette rénovation, pilotée par la Régie autonome des transports parisiens (RATP) et financée à parité par l'exploitant et Île-de-France Mobilités (IDFM), correspond à un investissement global de 134 millions d’euros. À l'issue de cette opération, les rames arboreront également une nouvelle livrée extérieure dans les couleurs d'IDFM (gris, blanc et bleu clair), similaire à la livrée STIF/RATP des MI 09. La réalisation de cette rénovation est confiée par la RATP à CAF,.
Le 1er octobre 2020, CAF dévoile les nouvelles couleurs des rames en rénovation. Leur remise en circulation est alors prévue dans le courant de l'année 2021. Le 27 mai 2021, un nouveau planning pour la modernisation est présenté : les deux premières devaient être mises en service début 2022, puis les rénovations devraient s'échelonner à raison de deux trains par mois. Le nouvel aménagement intérieur, semblable à celui du MI 09, est partiellement dévoilé en parallèle. Cependant, bien que la rénovation des rames ait débuté en 2019, les deux premières rames rénovées ont été mise en service voyageur, le 10 octobre 2024, avec un retard de 5 ans. 

Rame rénovée n°3519
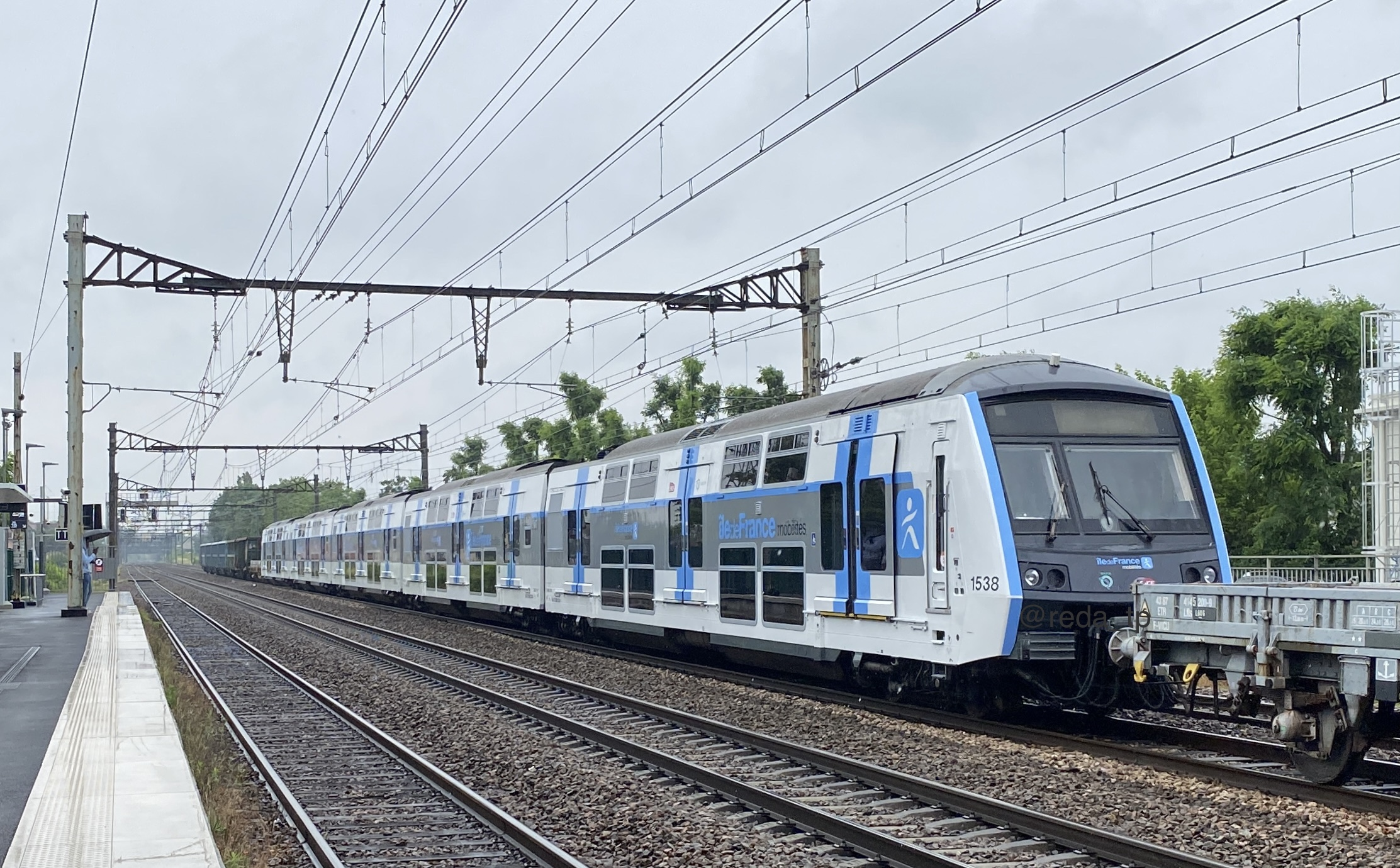
Acheminement de la première rame rénovée le 22 juin 2023, vue en gare de Saint-Michel-sur-Orge.
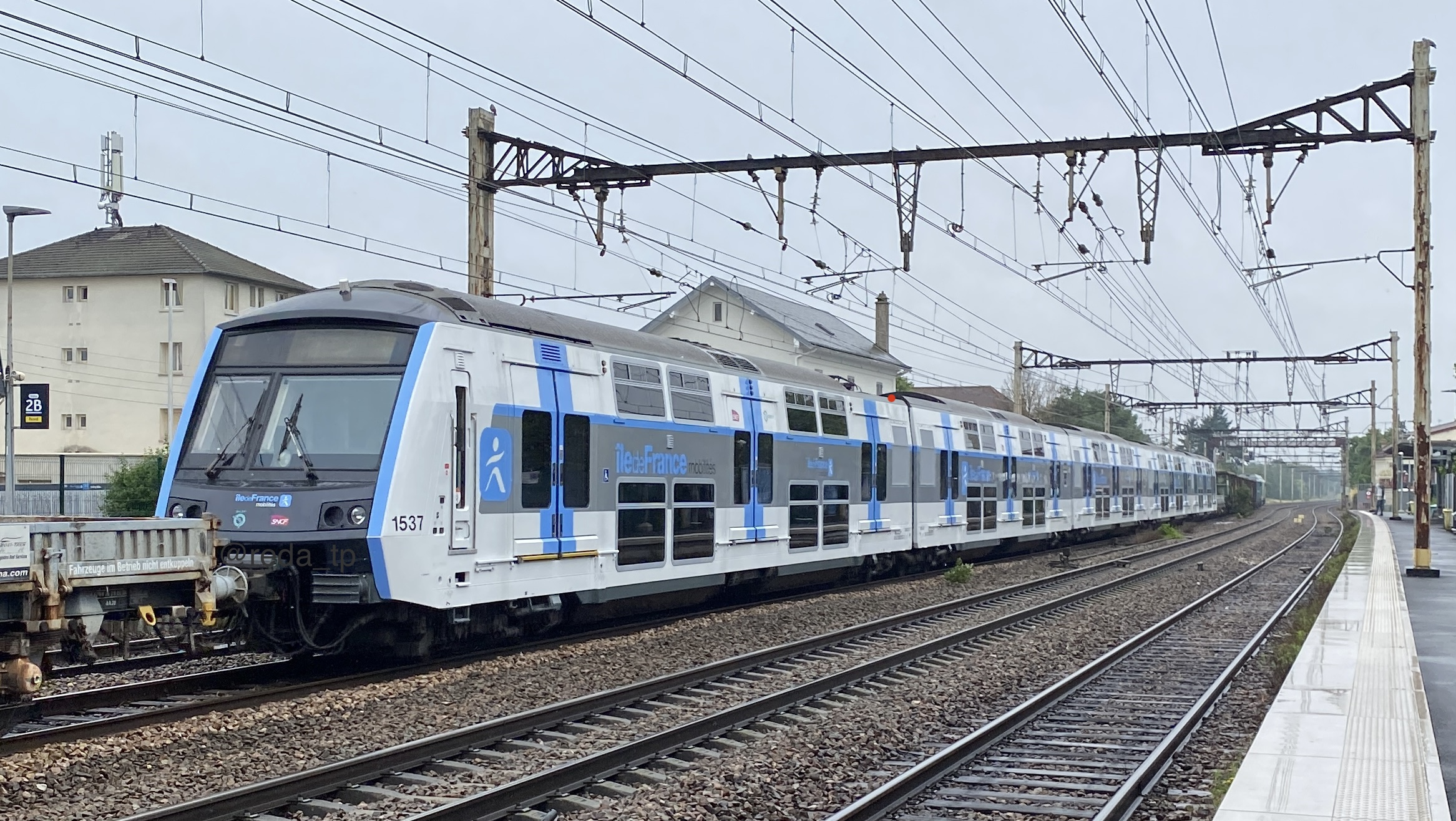
Acheminement de la première rame rénovée le 22 juin 2023, vue en gare de Saint-Michel-sur-Orge.
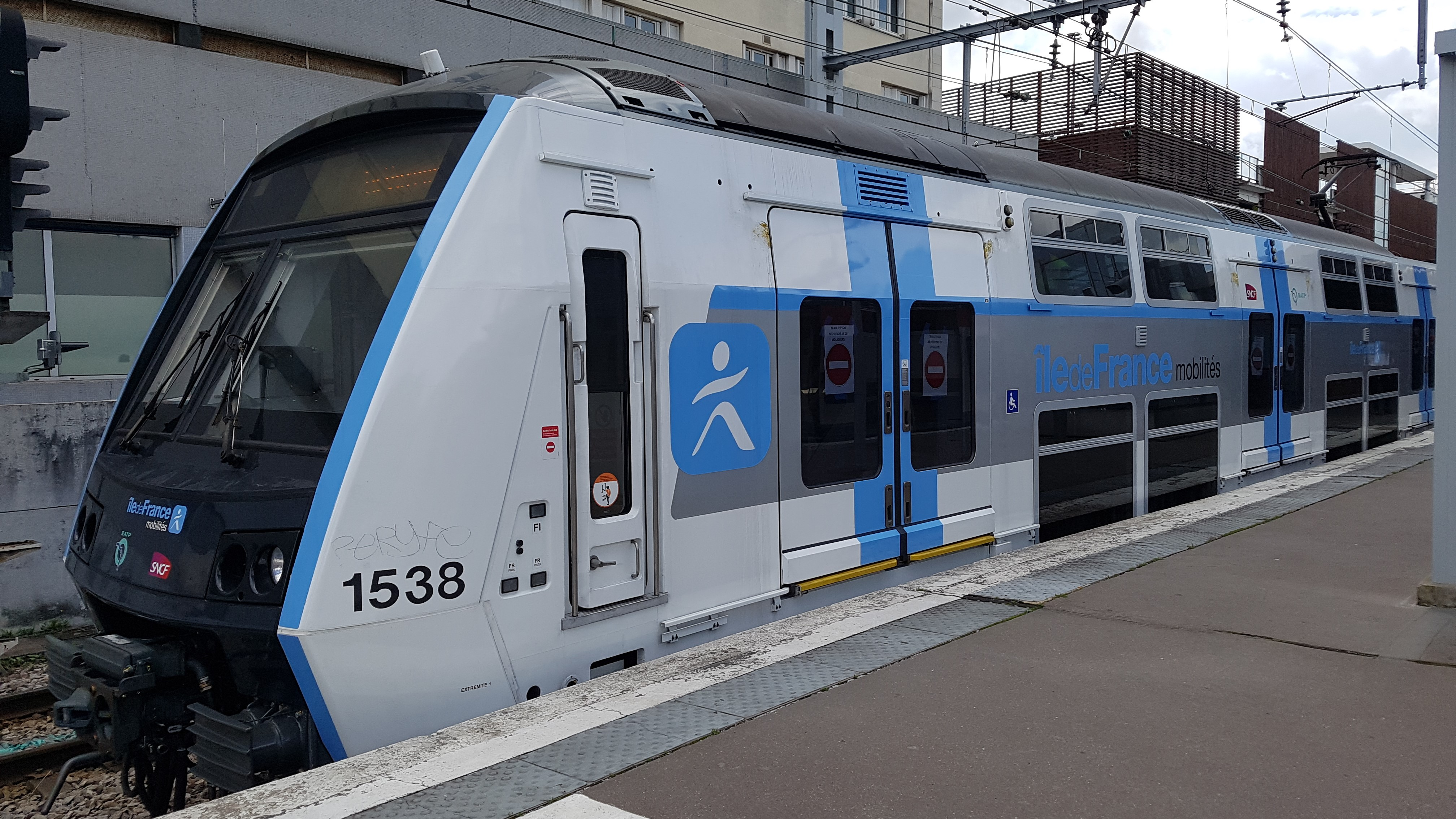
La première rame, revenue de l'usine CAF de Bagnères-de-Bigorre, avec sa nouvelle livrée Île-de-France Mobilités, vue en gare de Boissy-Saint-Léger.

## Services assurés
Ces rames circulent sur toutes les branches de la ligne A du RER d'Île-de-France.

## Caractéristiques
Ces automotrices de banlieue à deux niveaux ont été conçues pour la ligne A du RER. Elles ont été développées conjointement pour la SNCF et la RATP et sont composées de cinq caisses dont les trois intermédiaires sont des motrices, encadrées par deux remorques situées aux extrémités ce qui rend les Altéo plus puissantes et plus nerveuses que les Z 22500 qui n'ont pas de motorisation de la caisse centrale. Leur aménagement est novateur du fait des trois paires de portes de chaque caisse, larges de deux mètres, ce qui les distingue des Z2N (Z 5600, Z 8800, Z 20500 et Z 20900). Cette disposition permet des temps plus courts pour la montée et la descente des voyageurs.

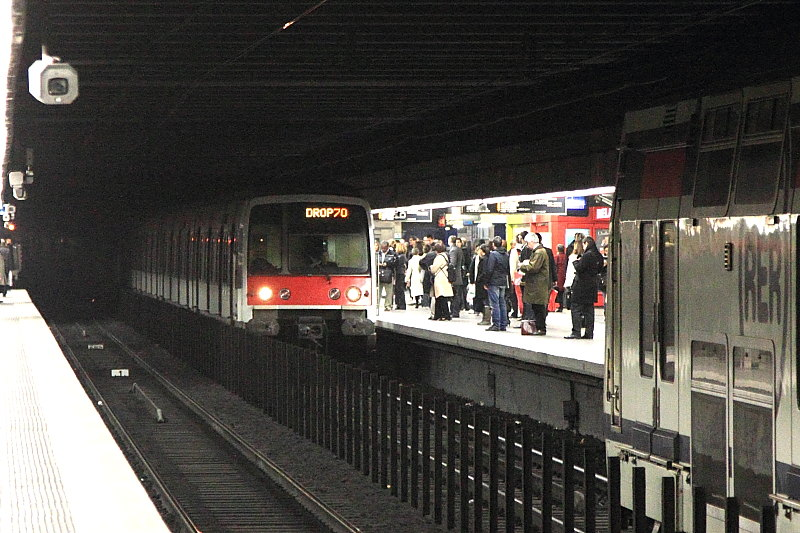
Un Altéo et un MI 84 se suivant de près à la gare d'Auber, grâce au système SACEM.

Comme les MI 79 et les MI 84 (Z 8100), les rames Altéo sont bicourant (continu 1,5 kV / monophasé 25 kV-50 Hz), permettant d'être utilisées sur les missions dites d'interconnexion du RER A (branches Cergy et Poissy). Elles ne sont toutefois utilisables que sur des lignes dont les gares comportent des quais hauts (hauteur minimale : 1 200 mm) ne disposant pas de marchepied déployable contrairement aux Z 22500. Elles sont équipées du système SACEM et, depuis 2018, du pilotage automatique GOA2,,, nécessaire pour assurer les missions du RER A. Le pilotage automatique a été installé de 2017 à 2018 par Alstom Transport, ce qui permet de passer au niveau 2 d'automatisation. Ce système est actif entre Fontenay-sous-Bois et Nanterre.
Les rames Altéo mesurent 112 mètres, et sont limitées à une vitesse de 120 km/h. Une rame neuve valait à la commande environ 10,5 M€ pour les dernières tranches.
Avec deux trains formant un train long (UM2), les MI 2N Altéo de la ligne A ont une grande capacité et peuvent transporter jusqu'à 2 600 personnes. En revanche, le couplage n'est pas autorisé avec les autres versions du MI 2N en exploitation commerciale du fait d'une différence de motorisation se répercutant sur les performances d'accélération. Bien que le cahier des charges du MI 09 déployé ultérieurement sur le RER A imposait sa compatibilité avec les actuelles rames MI 2N afin de permettre, pour une meilleure souplesse d'exploitation, de former un « train long » composé d'un MI 2N et d'un MI 09, les essais ont mis en évidence une différence de comportement lors des accélérations. De fait, cette compatibilité n'a jamais été validée et des couplages MI 2N / MI 09 ne sont possibles qu'en secours.

### Livrée

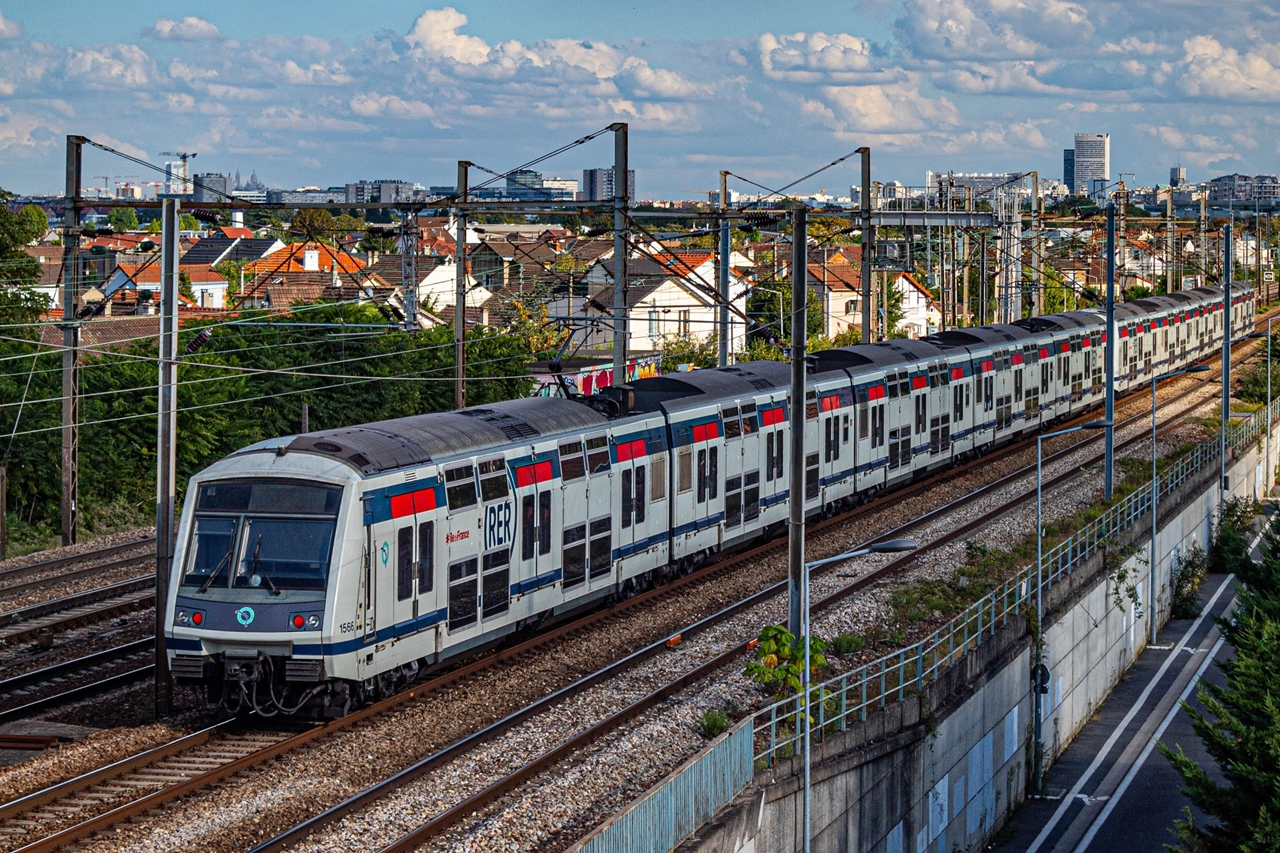
Photo d'une MI 2N à Houilles, permettant de distinguer les caractéristiques décrites dans ce chapitre.

Extérieurement, les MI 2N Altéo arborent, tout comme les Z 22500, une livrée à dominante blanche relevée par deux bandeaux horizontaux bleu foncé, celui au droit de l'étage supérieur prenant une couleur rouge sur les vantaux de portes. Les quelques nuances distinguant cette livrée de celle retenue pour les rames de la SNCF résident dans l'application et la disposition des logos de l'exploitant et du RER : le logo RER est plus gros que sur les Z 22500 et placé entre la 1re et la 2e porte des caisses d'extrémités. À partir de l'élément 1573/4 apparaissent également les logos de la région Île-de-France. Le logo RATP se trouve accolé à la porte d'accès de la cabine de conduite, en lieu et place du logo RER pour les rames Z 22500. Sur la face avant, les différences avec les Z 22500 sont plus nettes : le bandeau bleu latéral de bas de caisses est prolongé sur la face avant et la partie centrale est grise (au lieu d'être bleue) avec, bien sur, le logo RATP. L'Altéo possède un essuie glace pour chacune des deux parties du pare-brise contrairement aux Z 22500 dont la partie la plus petite du pare-brise n'en possède pas.

### Aménagement intérieur

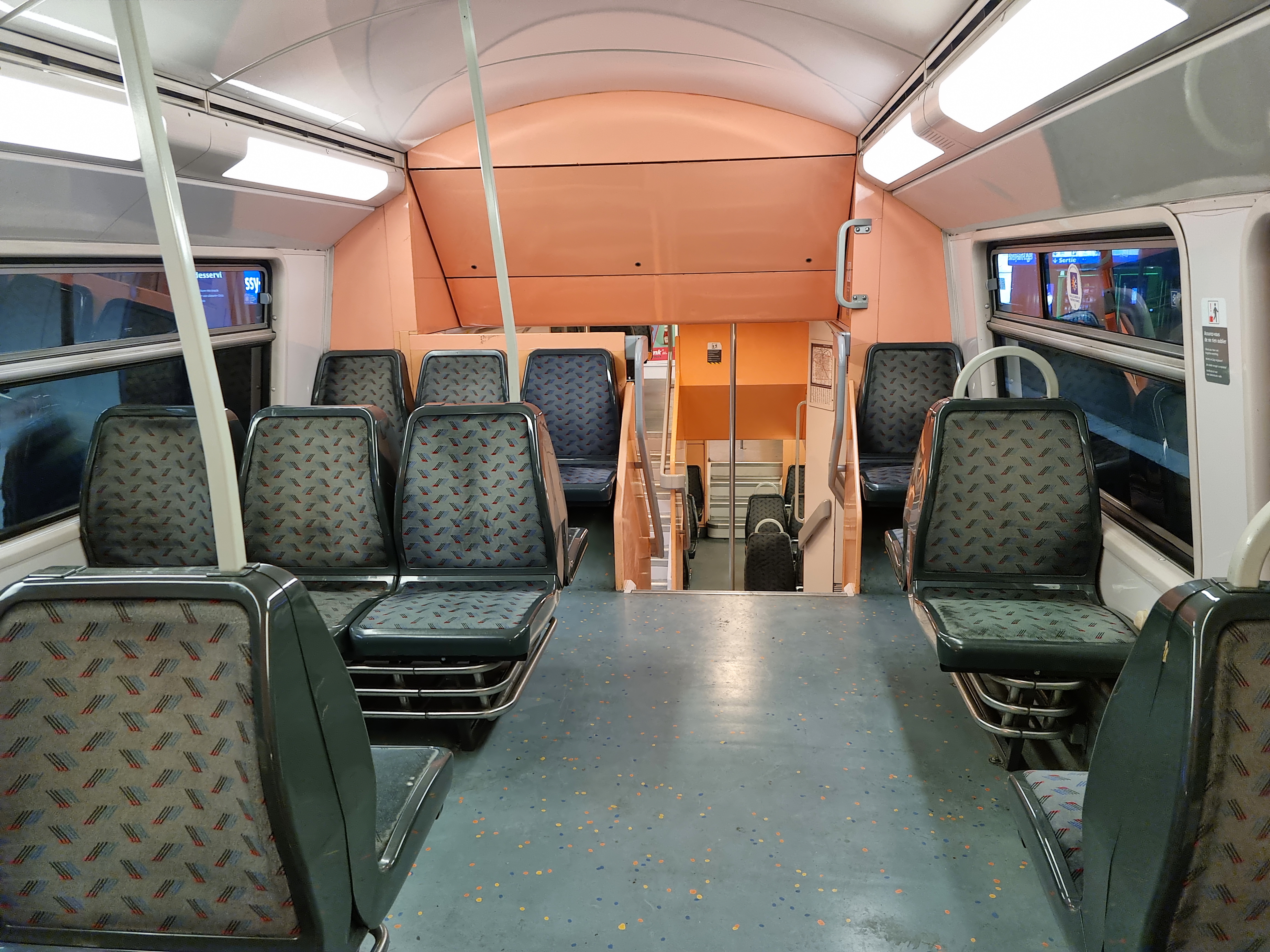
Intérieur d'une salle haute ex-1re classe d'un MI 2N de première tranche, reconnaissable à la disposition des sièges en 3+1.

Les MI 2N Altéo bénéficient d'un aménagement intérieur totalement différent par rapport aux Z2N (Z 5600, Z 8800, Z 20500 et Z 20900) et même par rapport aux Z 22500 : à la différence de ces dernières dont les portes centrales ne donnent accès qu'aux salles inférieures, le niveau supérieur des MI 2N Altéo est accessible depuis l'ensemble des plates-formes attenantes afin d'optimiser les temps d'échanges de voyageurs en gare. L'accès aux salles s'effectue au moyen d'un escalier de six marches pour l'étage supérieur et de quatre marches pour le niveau inférieur.

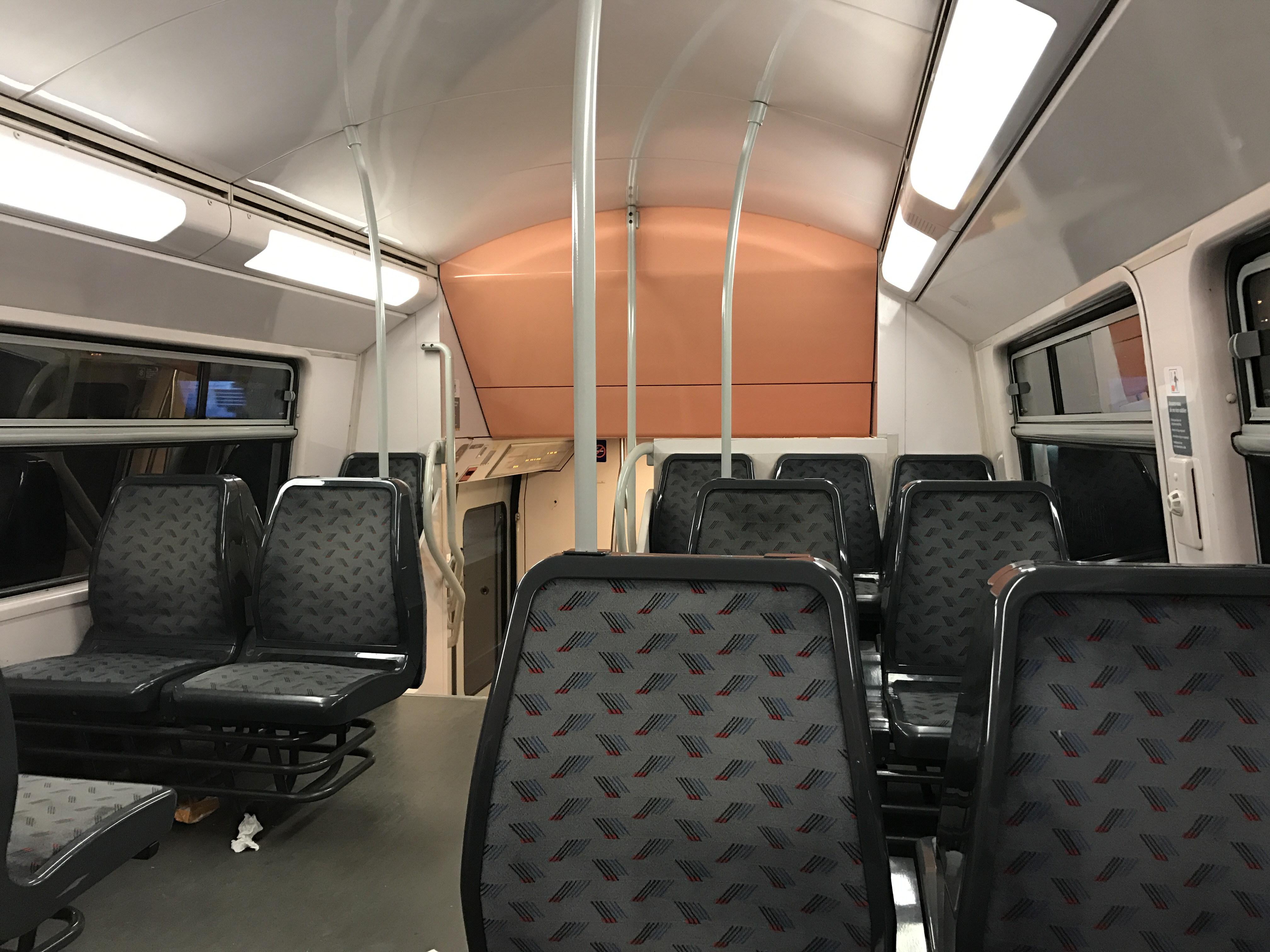
Intérieur des voitures de seconde et troisième tranches en salle haute, avec disposition des sièges revue en 2+2.

Les 14 premiers éléments de la première tranche (qui en comporte 17) adoptaient une décoration très proche de celle des Z 22500, avec le saumon comme couleur dominante au droit des plates-formes et un plancher gris bleuté moucheté de taches colorées, ainsi qu'une disposition des sièges à cinq places de front (en 3+2) privilégiant la capacité assise (sauf pour l'espace de 1re classe en 3+1). Cet aménagement n'ayant pas donné satisfaction (confort trop spartiate et ton trop agressif), les rames produites ultérieurement comportent une disposition à quatre places de front (en 2+2) favorisant la capacité debout tout en rendant les assises moins exiguës, des parois à dominante blanche, un revêtement de sol d'aspect différent ainsi que des rampes d'escaliers doublées afin d'être utilisables par des personnes de toutes tailles (les 14 premiers éléments n’ont pas été remis au même type que les autres). Les sièges gris foncé à motifs sont quasi identiques à ceux de l'ex-2e classe des Z 22500, à ceci près qu'ils possèdent systématiquement une coque rigide anti-usure.
Les trains des seconde et troisième tranches furent équipés dès l'origine de la ventilation réfrigérée, laquelle fut étendue par la suite aux 14 rames de la première tranche qui n'en bénéficiaient pas à l'origine. La troisième tranche inaugurait quant à elle les plans dynamiques du système SISVE,, ensuite généralisés aux tranches précédentes parallèlement à la ventilation réfrigérée.

## Parc
Au 28 juillet 2023, les rames Altéo sont au nombre de 43.

### Rames particulières
Les premières rames livrées à la RATP n°3501 - 3504 eurent à l'origine non pas des fenêtres coulissantes au niveau supérieur mais des impostes comme au niveau inférieur, remplacées depuis afin de ne plus consommer d'espace en position ouverte. La première rame se distingue également par une dominance plus forte de la couleur saumon, couvrant l'ensemble des parois et des voussoirs sur les plateformes, ainsi que par son tapis de sol d'une nuance de bleu plus claire que les autres rames de la première tranche.
La rame Z 1541/42 (3521) est dépourvue de tout logo sur ses flancs : ni RATP, ni RER, ni Île-de-France.

## Galerie de photographies

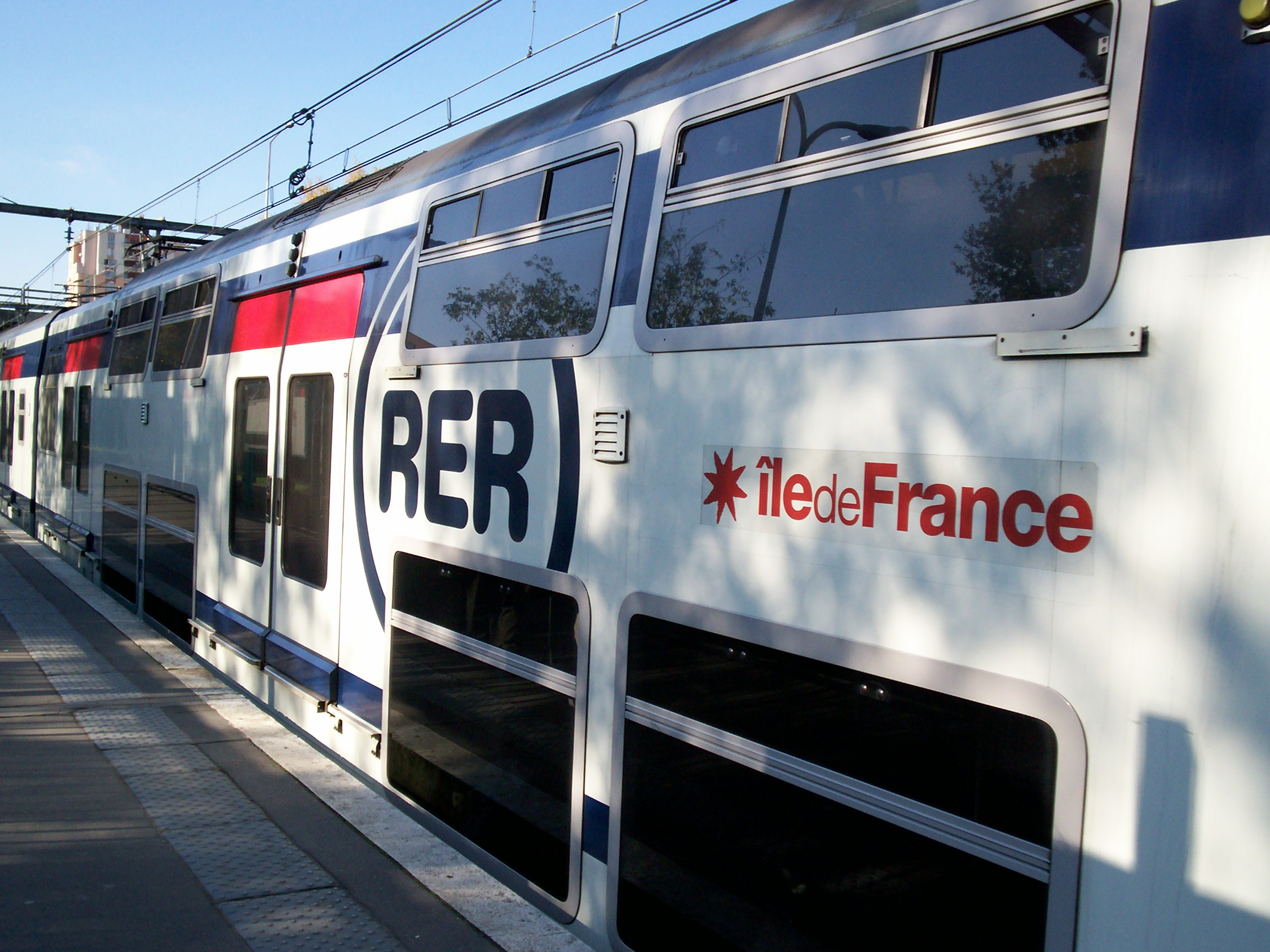
Vue latérale d'une voiture.
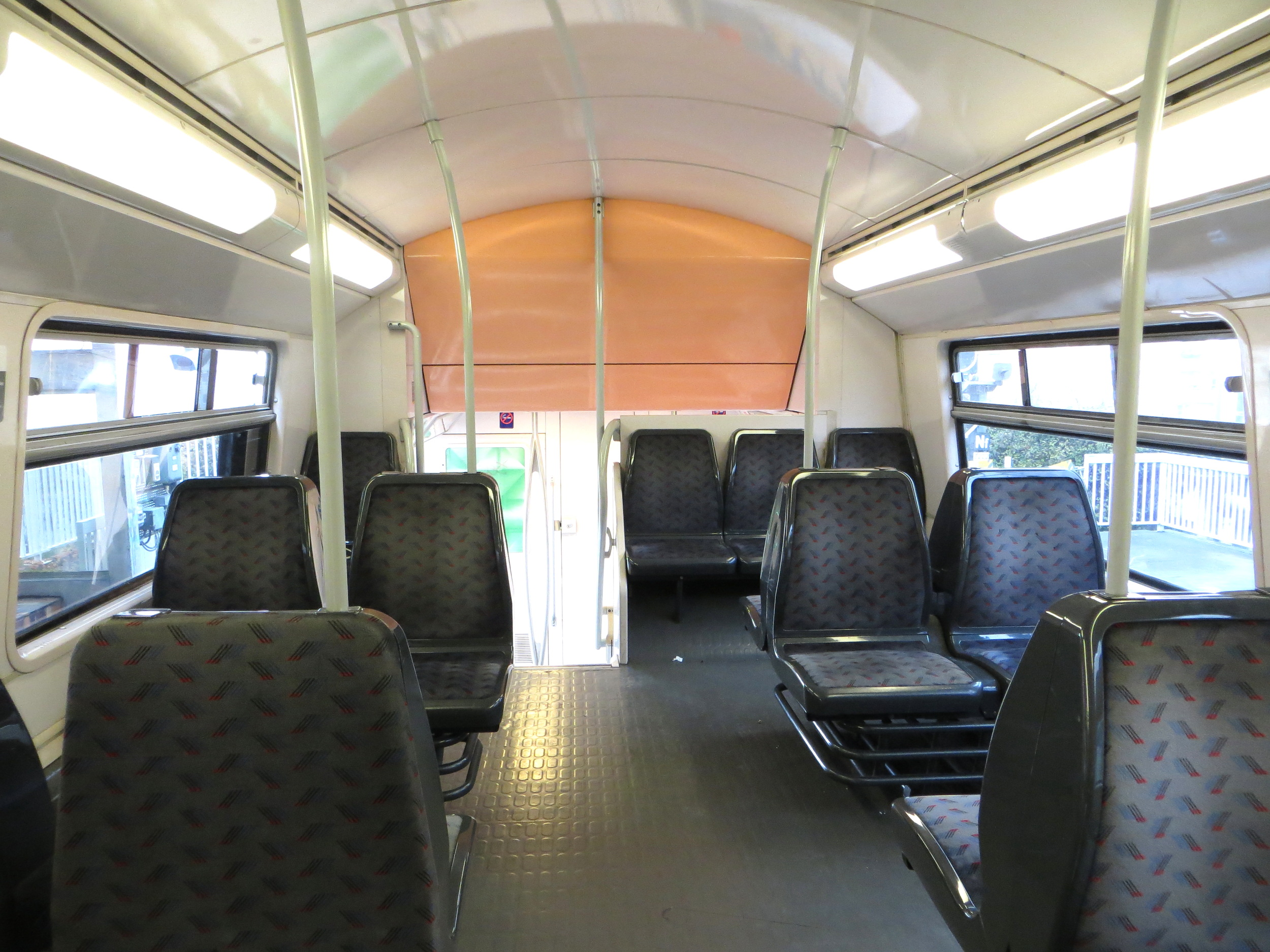
Intérieur d'une voiture en salle haute.
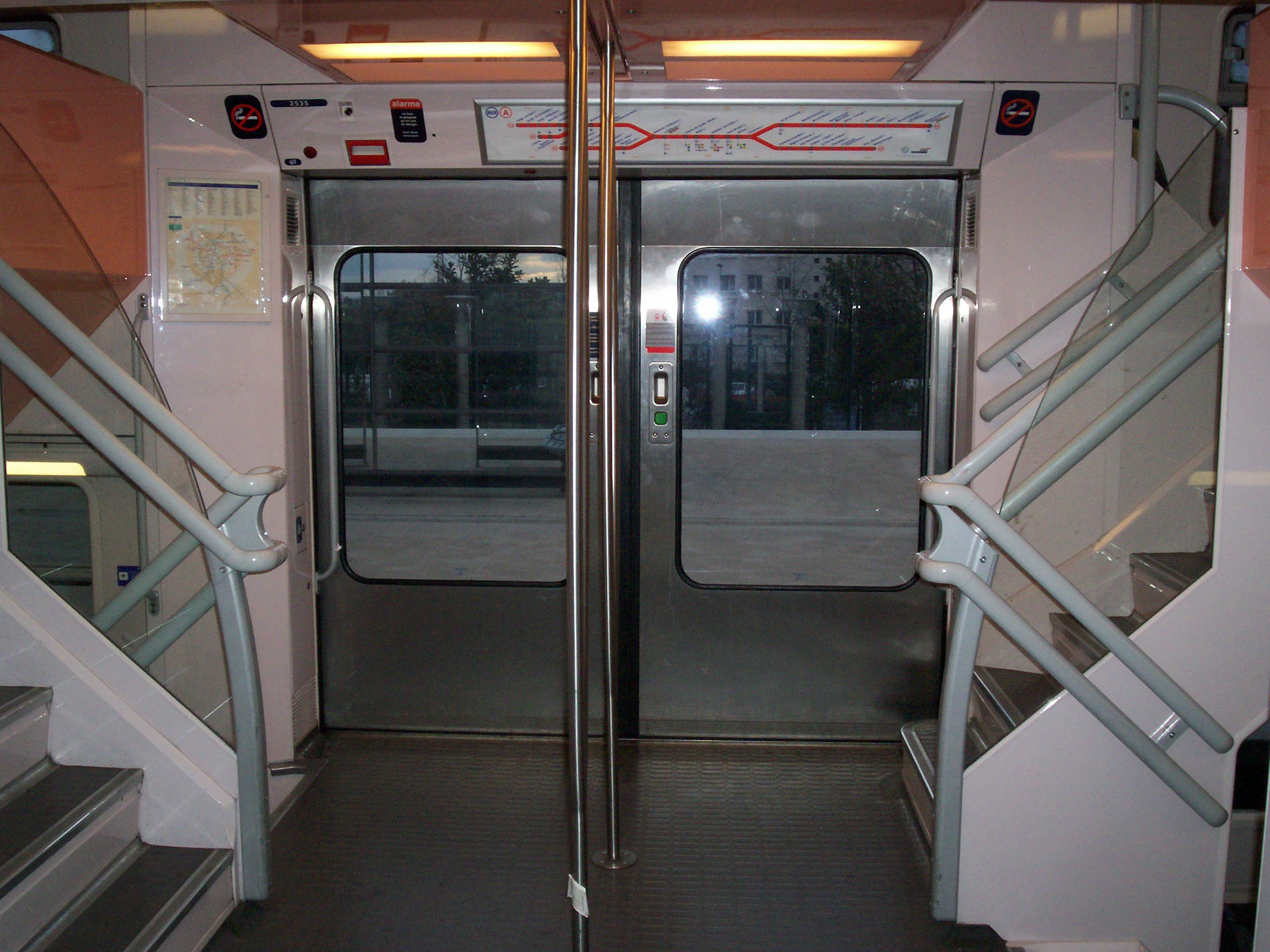
Plateforme intermédiaire.
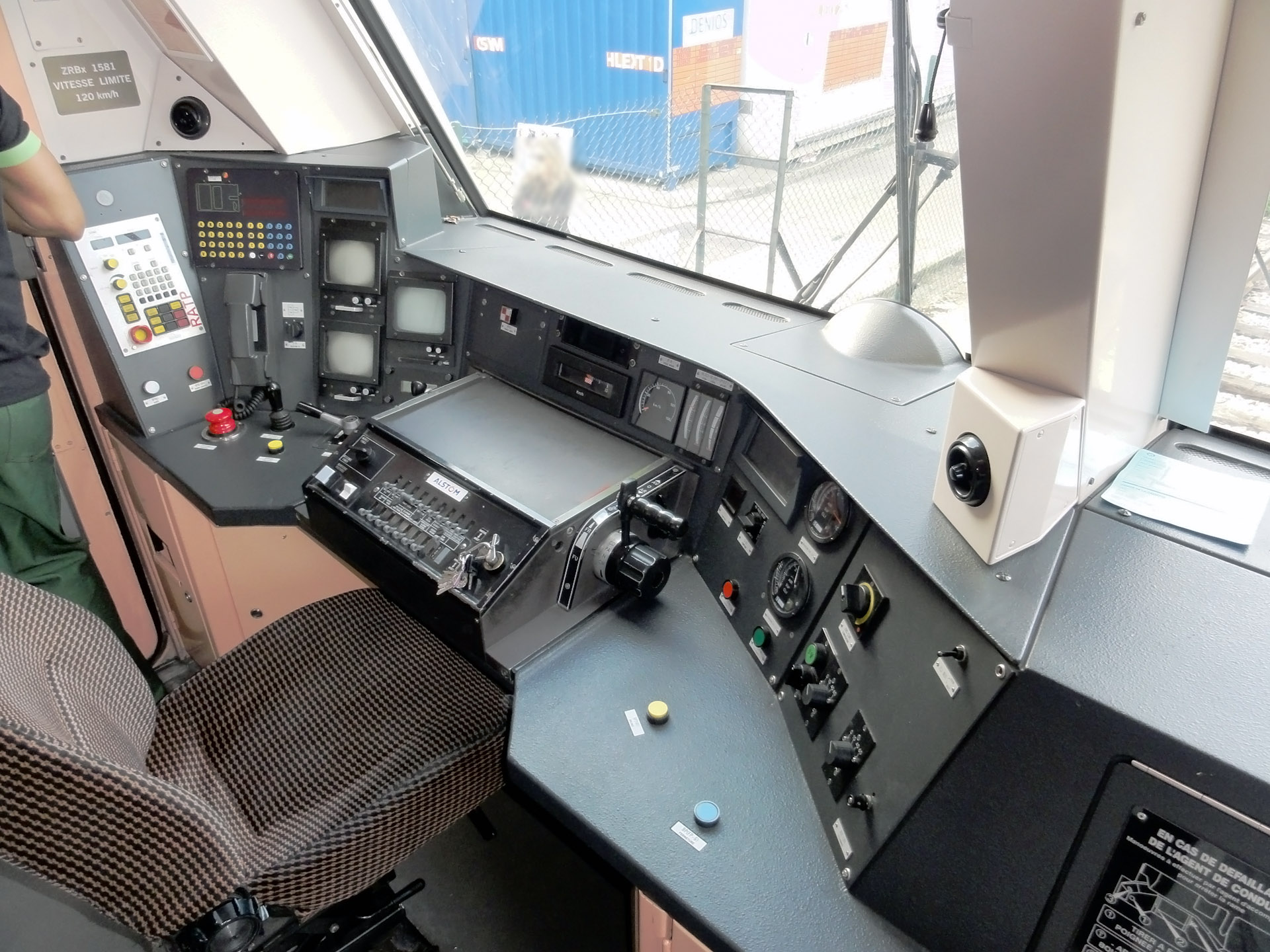
Cabine de conduite.
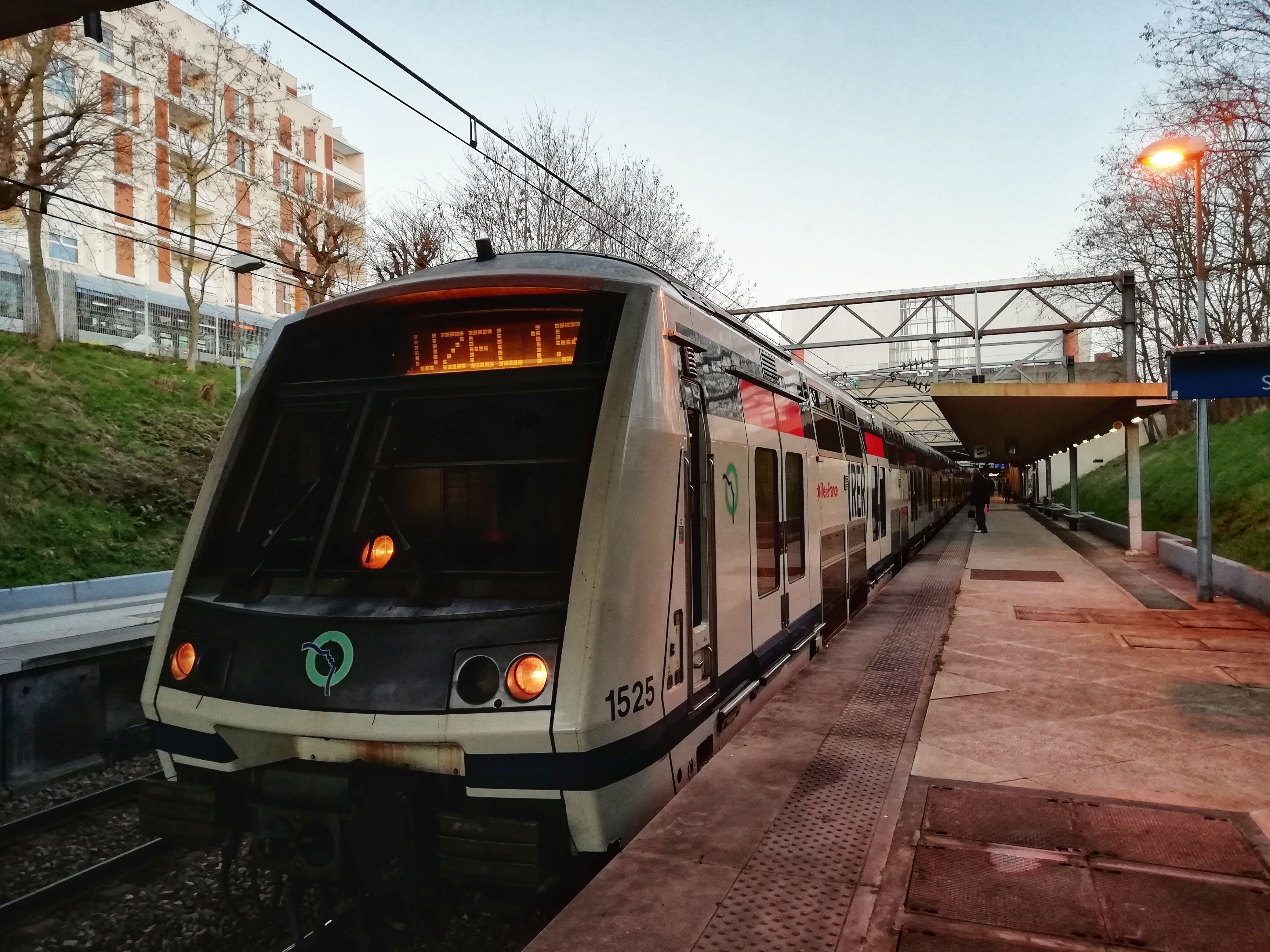
Le MI 2N n°3513 entrant en gare de Cergy-Saint-Christophe.